# Okonomiyaki
Okonomiyaki (japonês: お好み焼き, ouvirⓘ) é um prato japonês de teppanyaki, uma panqueca salgada feita de polme de farinha de trigo e outros ingredientes (misturados ou como cobertura) cozidos em um teppan (chapa plana). Adições comuns incluem repolho, carne e frutos-do-mar, e as coberturas incluem molho okonomiyaki (feito com molho Worcestershire), aonori (flocos de alga seca), katsuobushi (flocos de atum-bonito), maionese japonesa e gengibre em conserva.
Okonomiyaki é principalmente associado a duas variantes distintas das regiões de Hiroshima ou de Kansai do Japão, mas está amplamente disponível em todo o país, com coberturas e massas variando conforme a área. O nome é derivado da palavra okonomi, que significa "como você gosta" ou "o que você gosta", e yaki, que significa "grelhado". É um exemplo de konamono (konamon no dialeto de Kansai), ou culinária japonesa à base de farinha.
Também é chamado pelo nome abreviado, "okono", em que O é um prefixo de cortesia, e kono significa "favorito".
Um tipo de okonomiyaki baseado em líquido, popular em Tóquio, é chamado de monjayaki (também escrito como monja yaki) e abreviado como "monja". Fora do Japão, também pode ser encontrado servido por vendedores ambulantes em Manila, Taipei, Bangkok e Jacarta.

## História
Um confeito fino e parecido com crepe chamado funoyaki pode ser um precursor antigo do okonomiyaki. Registros da palavra funoyaki remontam até o século XVI, conforme descrito pelo mestre de chá Sen no Rikyū, e embora os ingredientes do prato não sejam claros, pode ter incluído fu (glúten de trigo). No final do período Edo (1603–1867), funoyaki se referia a um crepe fino assado em uma panela de cozimento, com missô pincelado de um lado. Este confeito é o ancestral dos confeitos modernos kintsuba (金つば), também chamado de gintsuba (銀つば) em Kyoto e Osaka, e taiko-yaki (também conhecido como imagawayaki), que ambos usam nerian (練り餡), um doce de feijão.
Na era Meiji (1868–1912), o monjiyaki (文字焼き), uma confeitaria relacionada, era popular entre as crianças nas dagashiya (駄菓子屋), lojas que vendiam doces baratos. Isso era feito desenhando letras (monji) ou imagens com polme de farinha numa chapa de ferro (teppan) e adicionando ingredientes de escolha. A confeitaria também era chamada de dondonyaki (どんどん焼き), da onomatopeia dos vendedores de barracas batendo tambores para atrair clientes.
A primeira aparição da palavra "okonomiyaki" foi em uma loja em Osaka na década de 1930. Após o grande sismo de Kantō em 1923, quando as pessoas não tinham comodidades, tornou-se um passatempo cozinhar essas panquecas, e após a Segunda Guerra Mundial, quando havia uma escassez de arroz, o okonomiyaki surgiu como um prato barato e satisfatório para todas as idades, muitas vezes com coberturas salgadas, como carne, frutos do mar e legumes. Esse "boom do okonomiyaki" viu equipamentos domésticos e ingredientes para o prato se tornarem comercialmente disponíveis. O monjiyaki também se desenvolveu no prato moderno relacionado monjayaki (モンジャ焼き), que tem um polme mais líquido devido à adição de mais água, resultando em uma consistência diferente após o cozimento.
O issen yōshoku (culinária ocidental barata) de Kyoto, que se desenvolveu no período Taishō (1912–1926), pode ter produzido uma forma precoce do moderno okonomiyaki salgado na forma de uma panqueca com molho Worcestershire e cebolinha picada.

## Ver Também
Takoyaki — Aperitivo japonês